# کاکرو کوماگاوا
کاکرو کوماگاوا (ژاپنی: 熊川 翔؛ زادهٔ ۲ آوریل ۱۹۹۷) یک بازیکن فوتبال اهل ژاپن است.
از باشگاه‌هایی که در آن بازی کرده‌است می‌توان به باشگاه فوتبال یوکوهاما اشاره کرد.